# Alexander Moutchnik

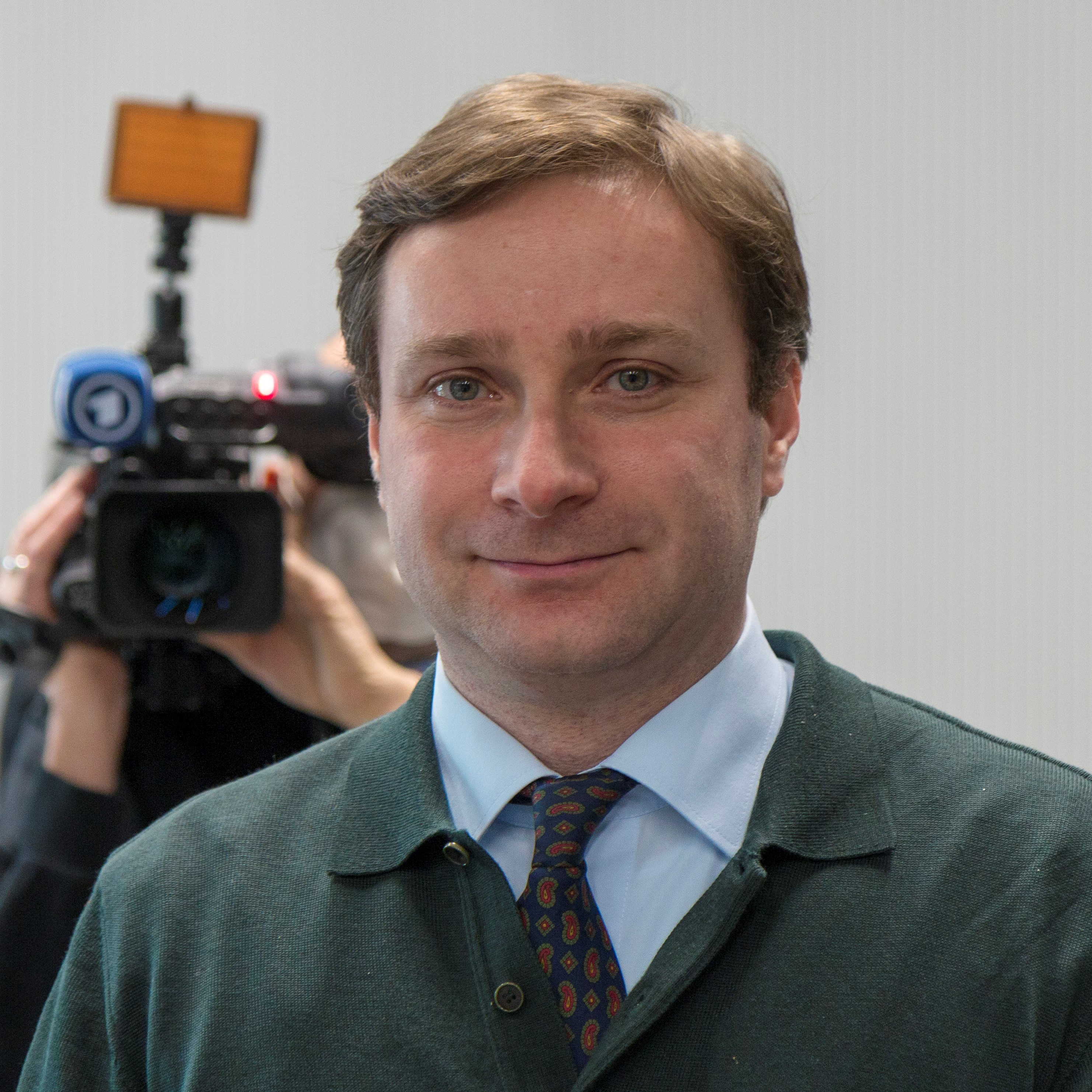
Alexander Moutchnik, 2021

Alexander Moutchnik (* 6. Oktober 1976 in Leningrad) ist ein Professor für Medienwirtschaft und Medienökonomie. Seine Schwerpunkte liegen im Bereich der Medienwirtschaft, Medienökonomie, Social Media, Mediengeschichte, Nachhaltigkeit und CSR. Seit 2013 lehrt Moutchnik an der Hochschule RheinMain im Fachbereich Design, Informatik und Medien.

## Leben und Ausbildung
Neben dem Magisterstudium der Geschichte, Soziologie und Politologie an der Staatlichen Pädagogischen Herzen Universität in Sankt Petersburg von 1993 bis 1997 absolvierte er von 1995 bis 1997 ein Diplomstudium der Geschichte am Collège Universitaire Français de Saint-Pétersbourg. Dies schloss er mit dem Diplôme d’Études et de Recherche (D.E.R.) zum Thema „La Russie à travers les périodiques édités par Jean Henri Samuel Formey et dans sa correspondance au milieu du XVIII siècle à l’èpoque d’Elisavéta Pétrovna (1741–1761)“ ab. Der Gutachter war Wladimir Berelowitch.
Von 1997 bis 2001 studierte Moutchnik an der Universität Heidelberg im Diplomstudium Volkswirtschaftslehre mit dem Abschluss Diplom-Volkswirt für die Arbeit zum Thema „Systemtheoretisch-kybernetische Modellierung des ganzheitlichen Unternehmensführungssystems mit Balanced Scorecard am Praxisbeispiel der Heidelberger Druckmaschinen AG“. 2002 beendete er ein 1997 begonnenes Magisterstudium der Mittleren, Neueren und Osteuropäischen Geschichte an der Universität Heidelberg. Der Abschluss Magister Artium wurde mit der Magisterarbeit zum Thema „Entwicklung der internationalen wissenschaftlichen Beziehungen in Europa in der zweiten Hälfte des 18. Jahrhunderts“ (Gutachter: Eike Wolgast und Heinz-Dietrich Löwe) erreicht.
2005 wurde Moutchnik in Neuerer Geschichte zum Thema „Forschung und Lehre in der zweiten Hälfte des 18. Jahrhunderts. Der Naturwissenschaftler und Universitätsprofessor Christian Mayer SJ (1719–1783)“ promoviert (Dr. phil.). Von 2003 bis 2007 promovierte er in Betriebswirtschaftslehre zum Dr. rer. pol. mit der Doktorarbeit zum Thema „Standardization of Corporate Environmental Management. Business case: Multinational Cement Corporation“, ebenfalls an der Universität Heidelberg.

## Berufliche Tätigkeiten
Von April 2004 bis März 2008 war Moutchnik Wissenschaftlicher Mitarbeiter am Lehrstuhl für BWL von Dietfried Günter Liesegang an der Universität Heidelberg. Im Anschluss bis August 2013 Leiter des Studiengangs „Medien- und Kommunikationsmanagement“ an der Mediadesign Hochschule in München.
Seit Oktober 2013 ist Moutchnik Professor für Medienwirtschaft und Medienökonomie an der Hochschule RheinMain im Fachbereich Design, Informatik und Medien in Wiesbaden.

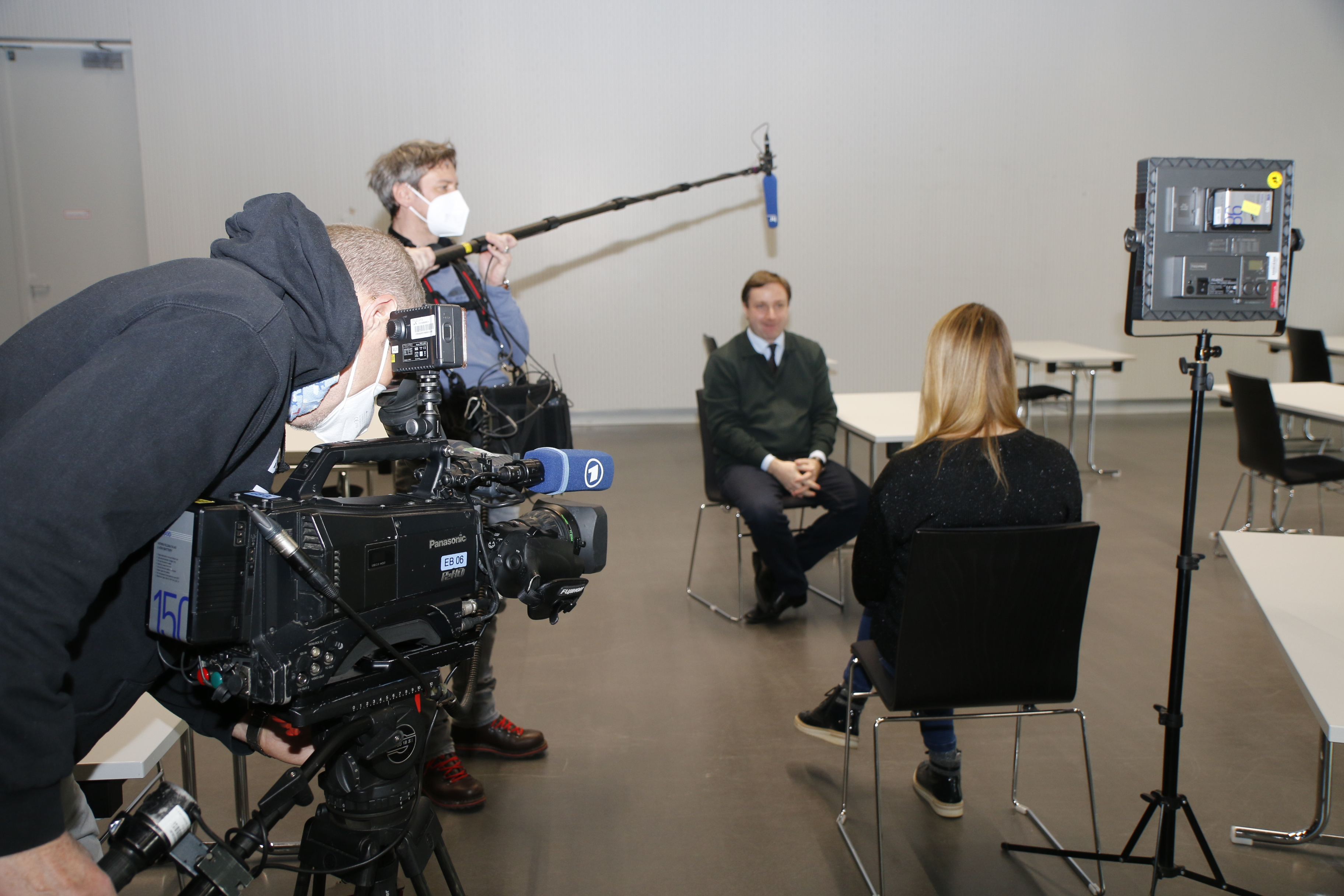
Interview bei Maintower

### Vorlesungen, Seminare, Projekte und Workshops
- Hochschule RheinMain, Wiesbaden (seit Wintersemester 2013/14)
- Hochschule Fresenius Wiesbaden (seit Sommersemester 2019)
- HMKW, Frankfurt am Main (seit Wintersemester 2019/20)[8]
- VWA Verwaltungs- und Wirtschaftsakademie Wiesbaden (seit Wintersemester 2014/15)[9]
- Leuphana Universität Lüneburg (seit Sommersemester 2016)
- CBS Cologne Business School, Köln (Wintersemester 2013/14)
- FOM Mannheim (Sommersemester 2014 bis Sommersemester 2016)
- FOM Darmstadt (Sommersemester 2015)
- FOM Frankfurt am Main (Wintersemester 2018/19 bis Sommersemester 2019)
- Mediadesign Hochschule, München (Sommersemester 2008 bis Sommersemester 2013)
- Ruprecht-Karls-Universität Heidelberg (Sommersemester 2004 bis Wintersemester 2007/08)

### Projekte an der Hochschule RheinMain
- 2019/20: Enzyklopädie der Internetphänomene: www.internetphaenomene.de[10][11]
- 2019: Streiflichter aus der Geschichte des Hessischen Landesarchivs mit einem YouTube-Kanal[12][13][14]
- 2014/16: Die Dachmarke Historisches Erbe in Hessen für die Staatlichen Schlösser, Gärten und Landesmuseen Hessen: Hessisches Ministerium für Wissenschaft und Kunst[15][16][17]

## Sonstiges Engagement
Moutchnik ist Vorsitzender des Senatswahlvorstandes der Hochschule RheinMain und war von 2014 bis 2018 Leiter des Masterstudiengangs „Media & Design Management“. Er ist Editorial Board Member des „International Journal of Corporate Social Responsibility“ des Springer Verlages und Mitglied des Herausgeberbeirates „Sustainability Management Forum“ im gleichen Verlag.
Er ist Mitglied beim Presseclub Wiesbaden.

### Medienwirtschaft
- Kochhan, C., Moutchnik, A.: Media Management. Ein interdisziplinäres Kompendium. Springer Research, Wiesbaden 2018, S. 468.[22]
- Kochhan, C., Lorenz Amezcua, M., Moutchnik, A., Rhein H.: Kulturerleben nachgefragt: Generation Y, junge Eltern und 55-65-Jährige im Interview. Springer, 2016, ISBN 978-3-658-13838-7.
- Moutchnik, A.: The media and ISO management systems. In: ISO Management Systems. Band 3, May-June, 9-16, 2009.

### Nachhaltigkeit und CSR
- Wagner, R., Roschker, N., Moutchnik, A.: CSR und Interne Kommunikation. Forschungsansätze und Praxisbeiträge. Springer Gabler, Wiesbaden 2017, S. 432.[23]
- Moutchnik, A., Schmidpeter, R.: CSR- und Nachhaltigkeitsmanagement: Beiträge der Forschung und Praxis. Springer Gabler, Wiesbaden 2016, S. 122.[24]
- Moutchnik, A., Rademacher, L.: CSR-Kommunikation und CSR-Wahrnehmung: Forschungs- und Praxisbeiträge. In: UmweltWirtschaftsForum. Band 24, Issue 2-3, 2016, S. 176.
- Moutchnik, A., Rademacher, L.: Innovationen und Trends im CSR-Management. In: UmweltWirtschaftsForum. Band 23, Issue 4, 2015, S. 157.[25]
- Moutchnik, A.: Stakeholdermanagement im Dialog: Umwelt, Nachhaltigkeit, CSR. In: UmweltWirtschaftsforum. Band 21, Issue 1–2, 2013, S. 186.[26]
- Moutchnik, A.: Drehscheibe Kommunikation. In: UmweltWirtschaftsForum. Band 19, Issue 3–4, 2011, S. 174.[27]
- Moutchnik, A: Nachhaltigkeit in Medien und Medienwirtschaft. In: UmweltWirtschaftsForum. Band 17, Issue 1, 2009, S. 154.[28]
- Freeman, E., Moutchnik, A.: Stakeholder management and CSR: questions and answers. In: UmweltWirtschaftsForum. Band 21, Nr. 1, 2013.
- Moutchnik, A.: Standards und Zertifikate im Umweltmanagement, im Sozialbereich und im Bereich gesellschaftlicher Verantwortung. In: Betriebliches Nachhaltigkeitsmanagement. 2013.
- Moutchnik, A.: Standardization of Corporate Environmental Management. Business case: Multinational Cement Corporation. In: Ecology and Economic Research. Band 78, 2007.
- Moutchnik, A.: Environmental Management Standards in the Public Sector. In: Proceedings of Green Olympics & Sustainable Development Forum, 綠色奧運 與可持續 發展論文集. 2007.

### Geschichte
- Sigrist, R., Moutchnik, A.: Les fondements sociaux du premier essor de la botanique en Russie, 1700–1830, Almagest. In: International Journal for the History of Scientific Ideas. Nr. 8, 2017, S. 39–75.
- Moutchnik, A., Sigrist, R.: La Russie d'Élisabeth Ire (1741–1761) d'après les journaux édités par Henri Samuel Formey. In: Россия и западноевропейское просвещение: сб. науч. тр. / [сост.: Н.П. Копанева ; отв. ред.: В.Р. Фирсов ; ред.: С.А. Давыдова, Н.П. Копанева] ; Рос. нац. б-ка, Петровское ист. о во. – Санкт-Петербург: РНБ. 2016, S. 178–203.
- Sigrist, R., Moutchnik, A.: Entre Ciel et Terre: les fonctions de l'astronomie dans la Russie de 18e siècle. In: Almagest. International Journal for the History of Scientific Ideas. Band 6, Issue 2, 2015, S. 85–125.
- Moutchnik, A.: Mediengeschichte. In: Handbuch des Medienmanagements, hrsg. von Thomas Dreisskämper, Olaf Hoffjann, Christian Schicha. 2009, S. 199–209.
- Мучник, А.: Петербургская Академия наук в журналах Формея. In: Г. Ф. Миллер и русская культура, отв. ред. Д. Дальманн, Г. И. Смагина, СПб. 2007, S. 290–305.
- Moutchnik, A.: Die Entdeckung des Universums: Mannheims Hofastronom Christian Mayer und die Sternwarte. In: Geschichte der Stadt Mannheim, hrsg. von Ulrich Nieß und Michael Caroli. Band 1, 2007, S. 445–446.
- Moutchnik, A., Joost, U.: „Der berühmte Pater und Professor der Astronomie“ Christian Mayer im Jahre 1770 in Göttingen. Ein ungedrucktes Stück aus Lichtenbergs Tagebuch. In: Lichtenberg Jahrbuch 2006. 2006, S. 174–182.
- Moutchnik, A.: Forschung und Lehre in der zweiten Hälfte des 18. Jahrhunderts. Der Naturwissenschaftler und Universitätsprofessor Christian Mayer SJ (1719–1783). In: Algorismus, Studien zur Geschichte der Mathematik und der Naturwissenschaften, hrsg. von Menso Folkerts. Band 54, 2006, S. 523.
- Moutchnik, A.: Der Strelitzen-Aufstand von 1698. In: Volksaufstände in Russland. Von der Zeit der Wirren bis zur «Grünen Revolution» gegen die Sowjetherrschaft, hrsg. von Heinz-Dietrich Löwe. Band 65, 2006, S. 163–196.
- Moutchnik, A.: Soziale und wirtschaftliche Grundzüge der Kartoffelaufstände von 1834 und von 1841–1843 in Russland. In: Volksaufstände in Russland. Von der Zeit der Wirren bis zur «Grünen Revolution» gegen die Sowjetherrschaft, hrsg. von Heinz-Dietrich Löwe, Forschungen zur osteuropäischen Geschichte. Band 65, 2006, S. 427–452.